# ويتنغهام (فيرمونت)
ويتنغهام (بالإنجليزية: Whitingham, Vermont)‏ هي بلدة تقع بولاية فيرمونت في الولايات المتحدة. تبلغ مساحتها 101.8 (كم²)، وترتفع عن سطح البحر 584 م، بلغ عدد سكانها 1298 نسمة في عام 2000 حسب إحصاء مكتب تعداد الولايات المتحدة وتصل الكثافة السكانية فيها 13.5 نسمة/كم2.

## أعلام
- بريغهام يونغ
- هوراس بي. سميث

## وصلات خارجية
- The US50 - Cities and Towns in Vermont State
- Vermont Cities and Towns, Facts, Map, Flag, Colleges, Government, and More